# Drosophila multiciliata
Drosophila multiciliata este o specie de muște din genul Drosophila, familia Drosophilidae, descrisă de Hardy și Kaneshiro în anul 2001. Conform Catalogue of Life specia Drosophila multiciliata nu are subspecii cunoscute.